# Mapa z Gasur

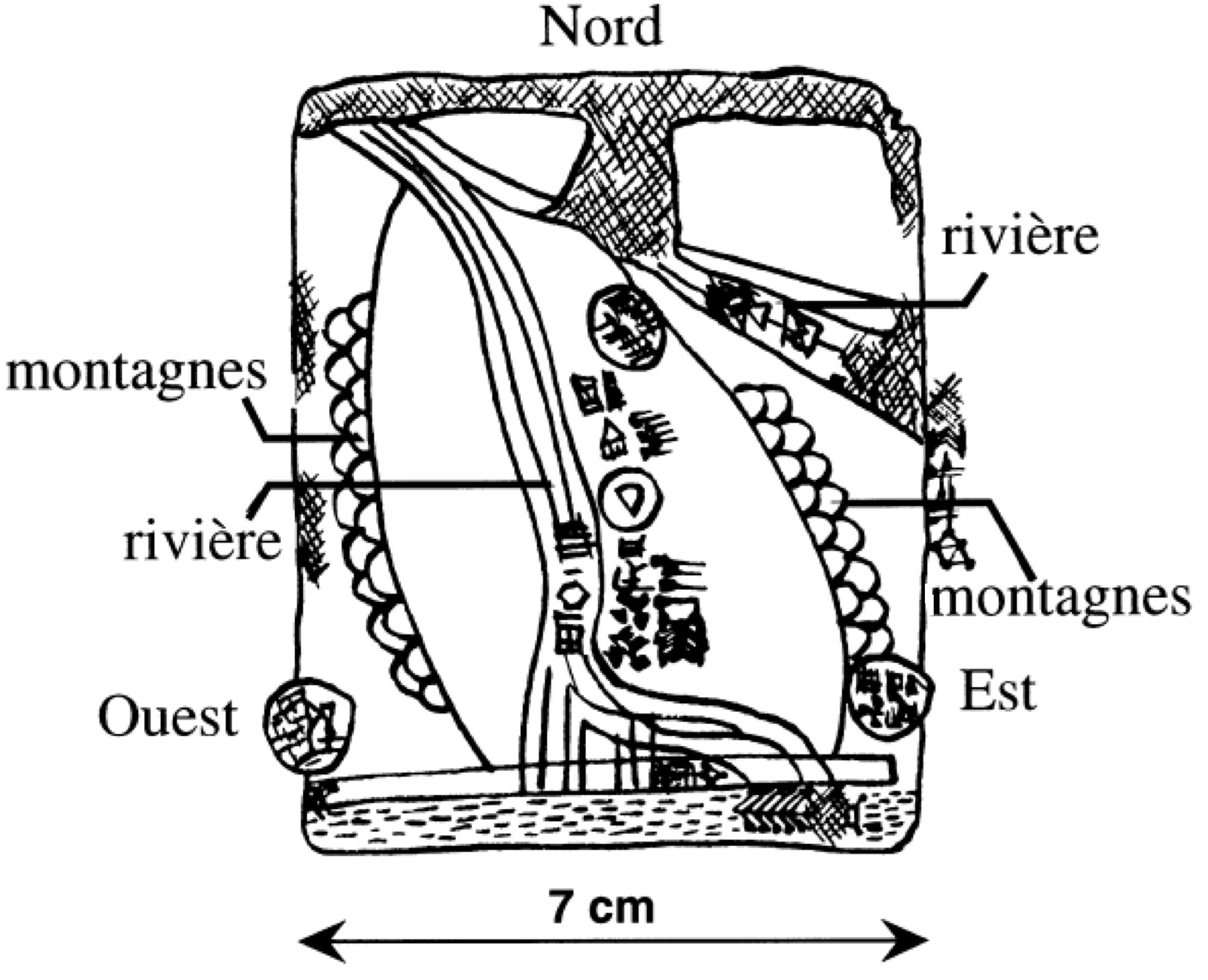
Rysunek mapy na tabliczce odkrytej w Gasur

Mapa z Gasur – jedna z najstarszych znanych map, widniejąca na pochodzącej z Mezopotamii glinianej tabliczce. Powstanie tabliczki datowane jest na okres akadyjski (XXIV-XXII w. p.n.e.). Odnaleziona ona została na stanowisku Jurghan Tabba w północnym Iraku, kryjącym pozostałości akadyjskiego miasta Gasur, które w połowie II tys. p.n.e. przejęte zostało przez Hurytów i przemianowane na Nuzi. Obecnie zabytek ten znajduje się w kolekcji Muzeum Semickiego Uniwersytetu Harvarda.
Na mapie przedstawione zostały okolice miasta Gasur. W schematyczny sposób zaznaczone zostały góry, rzeki i miasta. Na brzegach mapy zapisano nazwy czterech stron świata. Rzeka przepływająca przez jej centrum nosi nazwę Rahium. Opis towarzyszący mapie, umieszczony w jej centrum, podaje powierzchnię nawadnianych ogrodów należących do osoby o imieniu Azala.